# Michael Peters

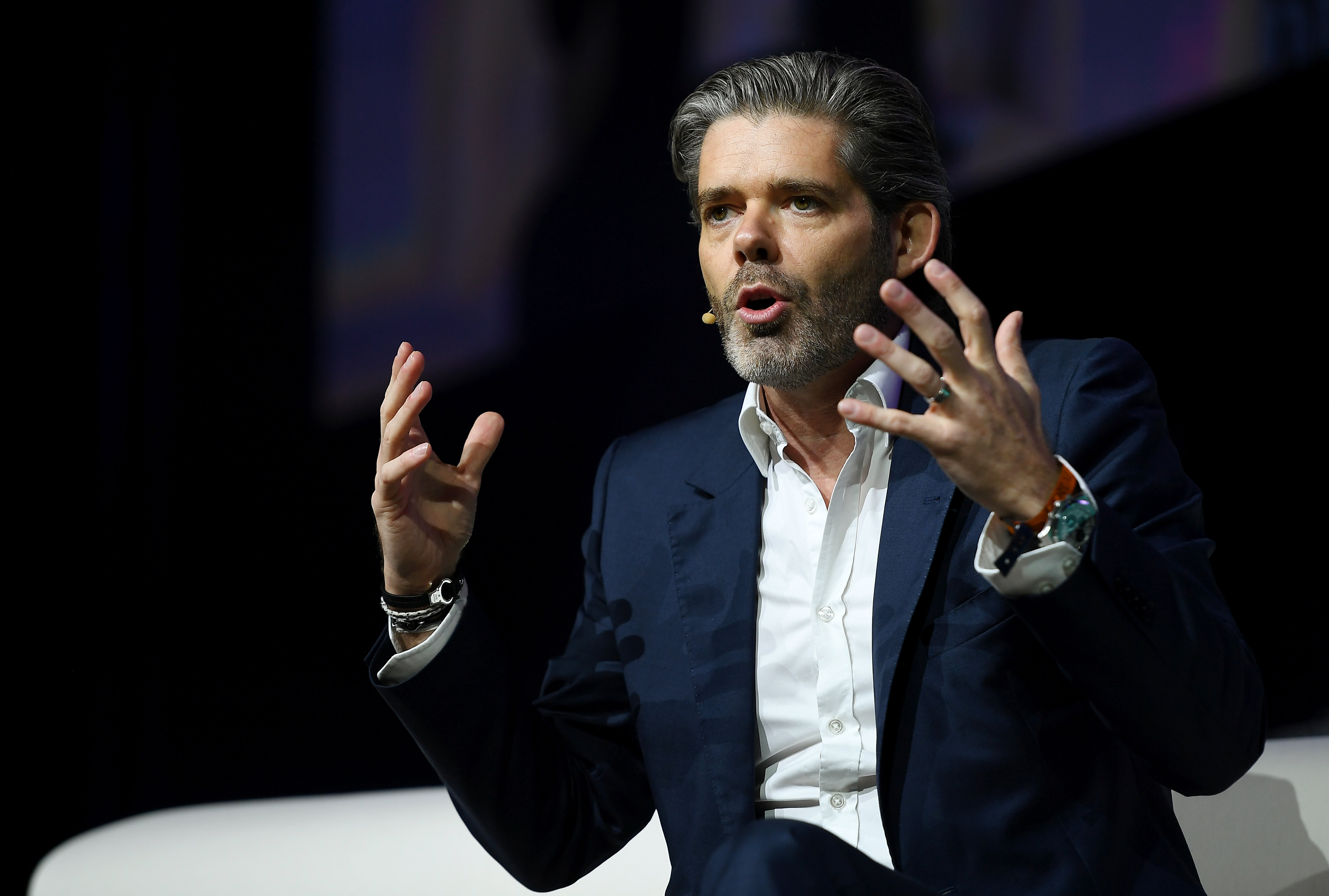
Peters im Jahr 2018

Michael Peters (* 1971 in Flensburg) ist ein französisch-deutscher Medienmanager.

## Leben
Peters wurde in Flensburg als Sohn einer französischen Mutter und eines deutschen Vaters geboren. Die Mutter war Lehrerin und der Vater Soldat in der deutschen Luftwaffe. Nach der Scheidung der Eltern zog Peters mit seiner Mutter ins französische Lyon.
Er studierte Finanzwesen in Lyon und erlangte seinen Abschluss 1995. Hernach war er von 1995 bis 1998 beim Lyoner Wirtschaftsprüfungsunternehmen Arthur Andersen tätig. 1998 trat Peters beim Fernsehsender Euronews in Lyon eine Stelle in der Finanzabteilung an, ab 2000 war er Leiter der Finanzabteilung. Ende des Jahres 2003 stieg Peters zum stellvertretenden Geschäftsführer des Senders auf. Im Mai 2005 wurde er Euronews-Geschäftsführer und im Dezember 2011 als Nachfolger von Philippe Cayla Vorstandsvorsitzender. In Peters’ Amtszeit wurde 2016 der Euronews-Schwestersender Africanews gegründet. Im Dezember 2021 wurde sein Wechsel ins Amt des Euronews-Aufsichtsratsvorsitzenden vermeldet. Er übte diese Tätigkeit bis Ende Dezember 2022 aus.
Peters wurde Geschäftsführer des Unternehmens Businext und arbeitete in diesem Amt wie bei Euronews mit dem ägyptischen Geschäftsmann Naguib Sawiris zusammen.